# Psellidotus fascifrons
Psellidotus fascifrons är en tvåvingeart som först beskrevs av Macquart 1850.  Psellidotus fascifrons ingår i släktet Psellidotus och familjen vapenflugor. Inga underarter finns listade i Catalogue of Life.